# Zaglyptogastra pulchricaudis
Zaglyptogastra pulchricaudis är en stekelart som först beskrevs av Szepligeti 1905.  Zaglyptogastra pulchricaudis ingår i släktet Zaglyptogastra och familjen bracksteklar. Inga underarter finns listade i Catalogue of Life.